# Aymaramyia dubia
Aymaramyia dubia is een tweevleugelige uit de familie steltmuggen (Limoniidae). De soort komt voor in het Neotropisch gebied.